# チャックワゴン

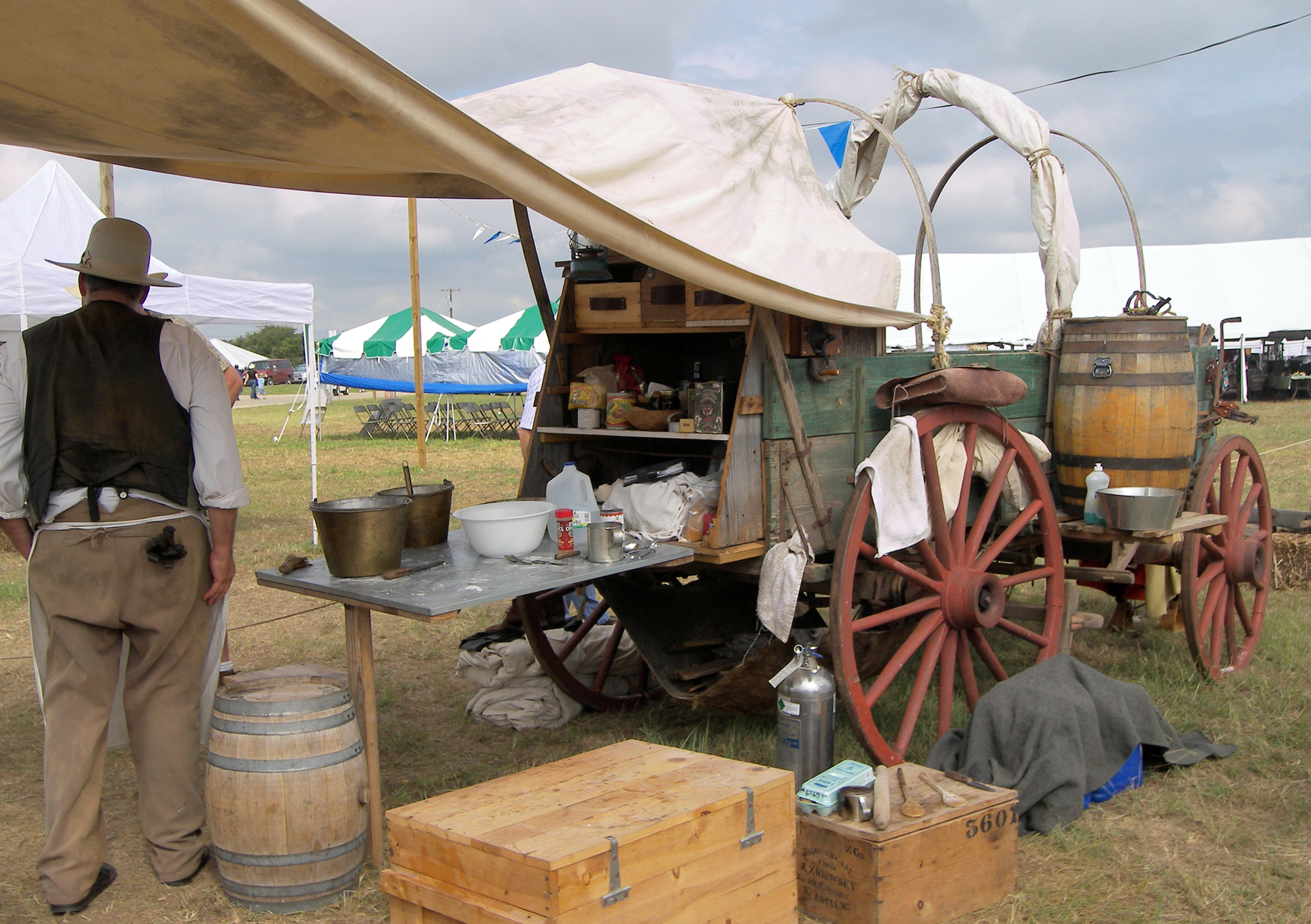
オースティンのWildlife Expoで再現されたチャックワゴン

チャックワゴン（英: Chuckwagon）は、炊事用の幌馬車。19世紀のアメリカ合衆国やカナダ、特に西部開拓時代の長距離移動(ロングドライブ)において広く使用された。ローリング・キッチンとも呼ばれる。チャックとは、アメリカ西部の俗語で食物を指す。
チャックワゴンを考案したのは、テキサス州のチャールズ・グッドナイトだった。1866年に牧畜業者のグッドナイトがカウボーイのための炊事車として、南北戦争の放出品だった軍用馬車を改造したのが始まりとされる。のちに馬車製造会社のスチュードベーカーが専用のチャックワゴンを作り、1台75ドルから100ドルで販売した。

## チャックワゴンの食事

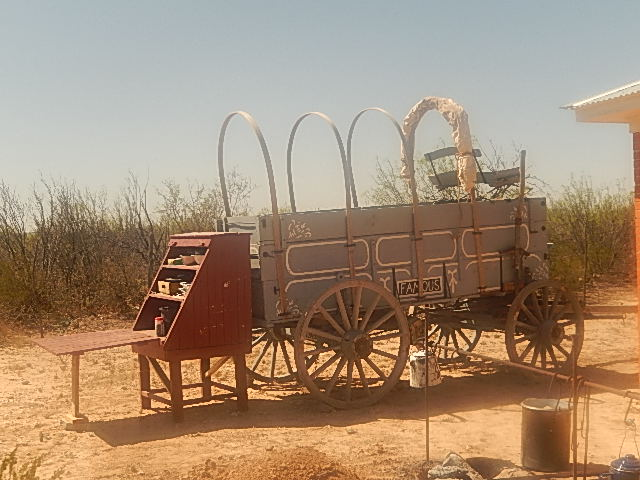
現在でもテキサスで使用されているチャックワゴン

荷台に食材や調味料を積み、後部には棚と折りたたみ式の調理台があり、調理用具、食器、コーヒーミルなどを運んだ。チャックワゴンのコックはクッキーと呼ばれ、フライドステーキ、サワードウ・ビスケットと呼ばれるパン、ドライフルーツのシチュー、ポークビーンズ、ダンプリング、コーヒーなどを作った。コーヒーは生豆を運び、煎れるたびに焙煎した。またアルコール飲料の持ち込みは基本的に禁止されていた。カウボーイは旅の食事を重視し、クッキーの腕が悪いと別の仕事に移ってしまう者もいた。